# Парламентские выборы в Гайане (2011)
Парламентские выборы в Гайане прошли 28 ноября 2011 года. На них избиралось 65 депутатов Национальной ассамблеи Гайаны.
В результате победу одержала Народная прогрессивная партия, которая получила 32 из 65 мест. Таким образом, несмотря на то, что объединённая парламентская оппозиция, состоящая из коалиции «Партнёрство за национальное единство» (APNU) и Альянса за перемены (AFC), смогла получить абсолютное большинство из 33 мест, поскольку они не были представлены в виде единого списка, президентом стал лидер крупнейшей Народной прогрессивной партии Дональд Рамотар, а не Дэвид Грейнджер от Народного национального конгресса, который возглавил оппозицию.

## Избирательная система
Национальная ассамблея Гайаны состоит из 65 членов, которые избираются на пятилетний срок по системе пропорционального представительства. Из них 40 мест распределяются по партийным спискам от единого общенационального округа, а 25 мест — по 10 многомандатным избирательным округам. Места распределяются по методу наибольшего остатка. За проведение выборов отвечает Избирательная комиссия Гайаны. Кандидат от партии с наибольшим количеством мест в Национальной ассамблее становится президентом страны.

## Предвыборная обстановка
Правящая Народная прогрессивная партия назначила кандидатом в президенты Дональда Рамотара, генерального секретаря партии и советника уходившего президента Бхаррата Джагдео. Партнерство за национальное единство (альянс Народного национального конгресса, Партии действия Гайаны и Союза трудящегося народа) выдвинул кандидатуру Дэвида Грейнджера, бывшего командующего Силами обороны Гайаны.
День выборов 28 ноября 2011 года был объявлен выходным днём. Армейские патрули следили за порядком на улицах для предотвращения беспорядков, которыми сопровождались предыдущие выборы 2006 года.

## Результаты
| Партия                               | Голосов | %     | Мест       | Мест                 | Мест  | Мест |
| Партия                               | Голосов | %     | По округам | По партийному списку | Всего | +/-  |
| ------------------------------------ | ------- | ----- | ---------- | -------------------- | ----- | ---- |
| Народная прогрессивная партия        | 166 340 | 48,60 | 13         | 19                   | 32    | -4   |
| Партнёрство за национальное единство | 139 678 | 40,81 | 10         | 16                   | 26    | +3   |
| Альянс за перемены                   | 35 333  | 10,32 | 2          | 5                    | 7     | +2   |
| Объединённая сила                    | 885     | 0,26  | 0          | 0                    | 0     | -1   |
| Недействительных/пустых бюллетеней   | 4481    | -     | -          | -                    | -     | -    |
| Всего                                | 346 717 | 100   | 25         | 40                   | 65    | 0    |
| Зарегистрированных избирателей/ Явка | 475 496 | 72,92 | -          | -                    | -     | -    |
| Источник: GECOM                      |         |       |            |                      |       |      |